# Tactical Operations Center
Ein Tactical Operations Center (TOC) ist ein Gefechtsstand für zumeist militärische Operationen. Ein TOC umfasst in der Regel eine kleine Gruppe von speziell geschulten Beamten oder Offizieren des Militärs, die die Mitglieder eines aktiven taktischen Elements während einer Mission führen.

## Ausstattung
Die meisten stationären Tactical Operations Center sind sehr technisch eingerichtet und enthalten eine Reihe von EDV-Systemen, die zur Überwachung von operativen Fortschritten und der Kommunikation mit den Einheiten in einem Bereich dienen.
Einer der bekanntesten TOCS ist NORAD (Nordamerikanisches Luft- und Weltraum-Verteidigungskommando).
TOC-Offiziere sind in der Regel mittels einer Line-of-sight-Kommunikation mit den Einheiten verbunden. TOCs besitzen in der Regel mehrere an der Wand befestigte Bildschirme, die z. B. zur Beobachtung im Einsatz stehenden Einheiten dienen, sowie Sprechanlagen, welche für die Koordination von taktischen Elementen genutzt werden.
Kleinere TOCs können im Laderaum eines Transporters oder Lkw (siehe SWAT), sowie in Zelten und Gebäuden durch die Einrichtung von Computern und Vernetzung von Telekommunikationsgeräten geschaffen werden.